# Burmistrzowie Sycowa

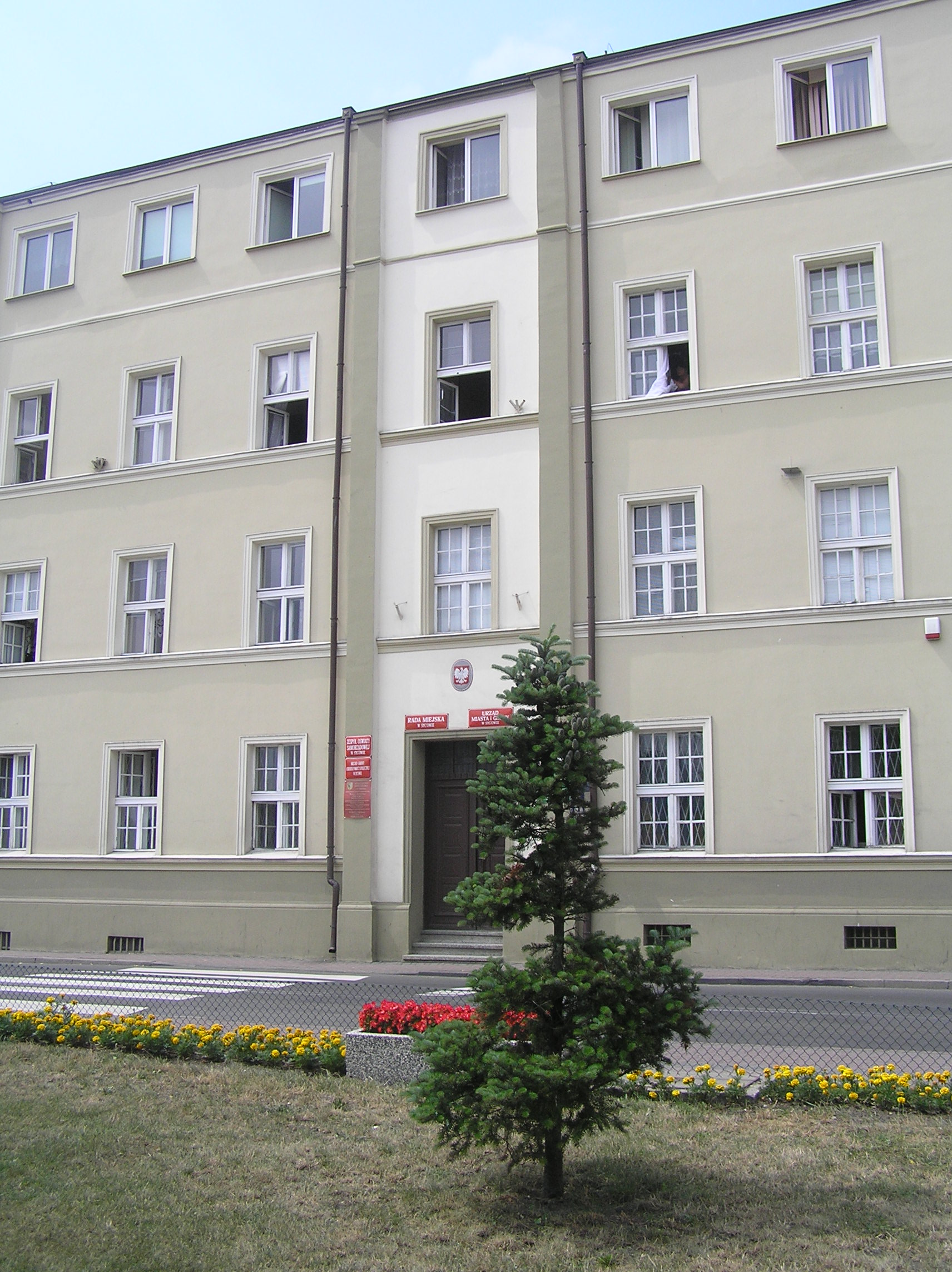
Urząd Miasta i Gminy w Sycowie – siedziba Burmistrza Sycowa

Burmistrz Sycowa – jednoosobowy organ wykonawczy Miasta i Gminy Syców. Kieruje on pracą Urzędu Miasta i Gminy Syców oraz zarządza Miastem i Gminą w bieżących sprawach, przygotowuje projekty uchwał Rady Miasta oraz budżetu, a także czuwa nad jego wykonaniem. Wykonuje obowiązki szefa Obrony cywilnej. Jest najwyższym przedstawicielem Miasta. Od 2002 r. jest wybierany przez ogół mieszkańców w bezpośrednich wyborach powszechnych.

## Burmistrzowie Sycowa

### Lata 1809 – 1945
| Imię i nazwisko            | Daty sprawowania urzędu |
| -------------------------- | ----------------------- |
| Christoph Heinrich Ermrich | 1809 – 1811             |
| Georg Friedrich Frey       | 1811 – 1840             |
| Eduard Paritius            | 1840 – 1851             |
| Hermann Alexander Frey     | 1851 – 1855             |
| Friedrich Hölzel           | 1855 – 1866             |
| Karl von Euen              | 1867 – 1879             |
| Wilhelm Martienssen        | 1880 – 1890             |
| Theodor Eisenmänger        | 1891 – 1919             |
| Konrat Boehr               | 1919 – 1930             |
| Alois Müller               | 1930 – 1942             |
| Friedrich Wäscher          | 1942 – 1945             |

### Lata 1990 – nadal
| Imię i nazwisko   | Daty sprawowania urzędu |
| ----------------- | ----------------------- |
| Stanisław Czajka  | 1990 – 1994             |
| Henryk Sarnowski  | 1994 – 1998             |
| Stanisław Czajka  | 1998 – 2006             |
| Wojciech Kociński | 2006 – 2007             |
| Sławomir Kapica   | 2007 – 2018             |
| Dariusz Maniak    | od 2018                 |